# Wolfgang Heiniger
Wolfgang Heiniger (* 1964 in Basel) ist ein Schweizer Komponist und Hochschullehrer.

## Leben und Werk
Wolfgang Heiniger studierte Schlagzeug, elektroakustische Musik und Komposition in Basel und Stanford, zu seinen Lehrern zählte unter anderem Thomas Kessler. Zwischen 1995 und 2003 war er Studiengangsleiter im Fach Audiodesign an der Hochschule für Musik Basel, seit 2003 hat er an der Hochschule für Musik „Hanns Eisler“ Berlin eine Professur für intermediale Komposition inne.
Er ist einer der beiden künstlerischen Leiter von „klangzeitort“ Institut für Neue Musik der Hfm „Hanns Eisler“ und Universität der Künste, Berlin.
Er ist – oder war – Mitbegründer verschiedener Ensembles für elektronische und improvisierte Musik (z.Bsp. Basel Electric Art Messengers 1994–2006, European Powerbook Orchestra 1995–2001) sowie Kurator mehrerer Festivals (Echt!Zeit, Tage für Neue Musik Rümlingen u. a.). Er ist Mitglied des Theaterkollektivs "Mehrblick&Ton".
Seine Kompositionen (meist Kammermusik und Musiktheater), die häufig szenische und interaktive Elemente miteinbeziehen und hierzu u. a. Lautsprecherorchester sowie selbst entwickelte elektroakustische Instrumente verwenden, werden regelmässig von Ensembles wie der musikFabrik Nordrhein-Westfalen, dem ensemble mosaik berlin, dem Ensemble Phoenix Basel, Soyuz21 Zürich, Inverspace, EW-4 u. a. aufgeführt. Zusammen mit Kirsten Reese entwickelt und leitet er das „Berliner Lautsprecherorchester (BLO)“. Mit dem Komponisten Enno Poppe verbindet ihn eine langjährige Zusammenarbeit aus der u. a. „Tiere sitzen nicht“ und „Tonband“ in Co-Komposition entstanden.
Daneben wirkt Heiniger als Klangregisseur, Improvisator und Performer  elektronischer Musik bei Produktionen in Europa, Asien und Amerika mit.

## Werkverzeichnis (Auswahl)
Musiktheater:
- ADA, queen of engines, Digitales Monodram für Sopran, vier Instrumente, Elektronik und Video (2000)
- Wanderland (mit Cathy van Eck, Genoel von Lilienstern, Beate Baron, 2008)
- Tiere sitzen nicht, Bühnenmusik für 200 Instrumente und 15 Performer (zusammen mit Enno Poppe, 2009)
- Moby_D, eine Männermelancholie (2015/16) Musiktheater für Schauspieler, einen Blockflötisten und Lautsprecherorchester

Ensemblemusik:
- inFerno für Violine, Schlagzeug und Live-Elektronik (1993)
- PastOrale für zwei Schlagzeuger und Live-Elektronik (1994)
- Wassermusik für einen Spieler und Live-Elektronik (1995)
- in Four (motion) für Saxophon, E-Piano, E-Gitarre und Schlagzeug (1995)
- regress für Saxophon, E-Piano, E-Gitarre und Schlagzeug (1999)
- OkT3T (alla marcia) für Bläseroktett (2000)
- Scannings für drei Performer und Live-Elektronik (2001)
- LAMENTO III für Kontrabasssaxophon, Schlagzeug, zwei selbstspielende kleine Trommeln und Elektromotor (2003)
- LAMENTO V für Streichquartett und selbstspielende kleine Trommel (2003/04)
- Engelszungen (LAMENTO IX) für Ensemble und zwei selbstspielende kleine Trommeln (2004)
- Lapislazuli für Sopran und Sopransaxophon, mit Zuspieler (2006)
- Kachelglast für sieben Musiker (2006)
- 5 Türme in flacher Landschaft für sieben selbstspielende kleine Trommeln (2007)
- Fallwinde V für Viola, Klavier und Zuspieler (2008)
- Tonband für zwei Schlagzeuger und zwei Keyboarder (zusammen mit Enno Poppe, 2008)
- Flatscape (Sehnsucht II)  für zehn Selbstspielende Kleine Trommeln (2011)
- Blechstaub für Ensemble (sax,git,vc,el.org.,perc,elek.)  (2015)
- MEMORABILIA  für vier elektronische Blaswandler (2017)
- ICH HABE EINEN FISCH IM OHR  für sechs Stimmen und 5 Selbstspielende Kleine Trommeln (2017)
- NEUMOND  für zwei Keyboards und 2 Schlagzeuger (2018)
- Heimat I (2018) für Klavier, Schlagzeug und kleines Zuspiel
- Heimat II (2018) für Keyboards, Schlagzeug und kleines Zuspiel
- Heimat III (2018) für Sopransax, Flöte, Klavier (elektr. Orgel) Schlagzeug, Plattenspieler und Elektronik

Solowerke:
- gestundet für Marimbaphon solo (1991)
- Birth, revisited für Sopran und Live-Elektronik (1991)
- PatheTicks für Violine allein (1993)
- VoiceOver für Sopran Solo (1997)
- desafinado für Sopransaxophon, selbstspielende kleine Trommel und Lautsprecher (2005)
- Sehnsucht für Keyboard und fünf elektromechanische Schlaginstrumente (2009)
- SCHWINGKREIS für kleine Trommel und zwei selbstspielende kleine Trommeln (2010)
- Treibholz  für Harfe und kleine Elektronik (2011)
- SCHWER für Cello und Zuspieler (Video&Audio)  (2015)
- Flut für Blockflöte und Zuspieler (2016)
- Als ich siebzehn war  für elektrische Gitarre, Computer und 5 Verstärker (2018)

Tanztheater:
- 123&2, Theater Basel (1989)
- RESL, Theater Giessen (Th. Langkau, 1994)
- Pampa Cows, Theater Giessen (Teresa Rotemberg, 1995)
- Nordtangente, Compagnie „Eclat“ (1996)
- Dos Quartos, Theater Weimar (Teresa Rotemberg, 1997)
- Oh Johnny, Compagnie Teresa Rotemberg (1999)
- une reine reste une reine, Compagnie Mafalda, Teresa Rotemberg (2001)
- Im Gehege, Compagnie Mafalda, Teresa Rotemberg (2003)
- Holiday-In, Compagnie Mafalda, Teresa Rotemberg (2001)

Filme:
- Rosengewitter, Film von Sarah Maria Derendinger (1992)
- Die Beule, Film von Sarah Maria Derendinger (2000)
- BLUMENZIMMER, Film von Sarah Maria Derendinger (2009)

Quelle: Homepage des Komponisten